# Guerra memética
La guerra memética es un tipo moderno de guerra de la información y guerra psicológica que implica la propagación de memes en las redes sociales.

## Historia
En la ficción, el juego de rol de 2002 Transhuman Space presentó el mundo de 2100 teniendo "meméticos" como tecnología clave, y su extensión de 2004 Transhuman Space: Toxic Memes dio ejemplos de "agentes de guerra meméticos".
En 2005, Michael Prosser, ahora teniente coronel de la Infantería de Marina de Estados Unidos, publicó Memética: una industria en crecimiento en las operaciones militares de los EE. UU (Memetics: A Growth Industry in US Military operations). Propuso la creación de un "Centro de Guerra de Memes".
En 2006, Keith Henson publicó Psicología evolutiva, memes y el origen de la guerra (Evolutionary Psychology, Memes and the Origin of War), y definió los memes como "patrones de información que se replican: formas de hacer las cosas, elementos aprendidos de la cultura, creencias o ideas".
La guerra memética ha sido seriamente estudiada como un concepto importante de la guerra de la información por el Centro de Excelencia de Comunicaciones Estratégicas de la OTAN. Jeff Giesea, escribiendo en la revista Stratcom COE Defense Strategic Communications de la OTAN, definió la guerra memética como "una competición por la narrativa, las ideas y el control social en el campo de batalla de las redes sociales. Podría pensarse que fuese un subconjunto de operaciones de información que implica la recopilación y difusión de información para establecer una ventaja competitiva sobre un oponente".
Para Jacob Siegel, "los memes parecen funcionar como los artefactos explosivos improvisados de la guerra de información. Son herramientas naturales de una insurgencia; excelentes para hacer estallar cosas, pero probablemente sabotearán los efectos deseados cuando los maneje el actor más grande en un conflicto asimétrico".
Para la Agencia de Proyectos de Investigación Avanzados de Defensa estadounidense (Defense Advanced Research Projects Agency, DARPA) el concepto de meme es similar al de idea y en su proyecto sobre la epidemiología de las ideas se estudia la forma de identificar las posibilidades de provocar un cambio cultural en una sociedad antagonista a través de la propagación de determinadas ideas.
El gobierno taiwanés instaló equipos de ingeniería memética en cada departamento gubernamental para que pueda responder en 60 minutos a los esfuerzos de desinformación utilizando un enfoque de "humor sobre rumor". Estos equipos principalmente contrarrestan los esfuerzos de guerra política china y la desinformación doméstica. La Oficina de Guerra Política del Ministerio de Defensa Nacional supervisa unidades similares.
Para Pedro Baños, en su libro El dominio mental: La geopolítica de la mente, existe "Una nueva arma en la guerra híbrida: los memes. En la actual guerra híbrida en la que se ha convertido el conflicto moderno, la información es un arma crucial para atacar y defender sociedades".

## Elecciones presidenciales de Estados Unidos de 2016
A la guerra memética por parte de 4chan y al sub-reddit r/The_Donald se les atribuye haber ayudado a Donald Trump a ganar las elecciones en un evento que es llamado "La Gran Guerra del Meme". Para Ben Schreckinger, "un grupo de anónimos comandos del teclado conquistó Internet para Donald Trump y planea llevar Europa a la extrema derecha".
En un estudio de 2018, un equipo que analizó un conjunto de 160 millones de datos de imágenes, descubrió que el foro de 4chan /pol/ y el sub-reddit r/The_Donald fueron particularmente efectivos para difundir memes. Descubrieron que /pol/ influye sustancialmente en el ecosistema de memes al publicar una gran cantidad de los mismos, mientras que r/The_Donald es la comunidad más eficiente para llevar memes tanto a las comunidades web marginales como a las convencionales.